# Neophyllura mexicana
Neophyllura mexicana är en insektsart som först beskrevs av Jensen 1952.  Neophyllura mexicana ingår i släktet Neophyllura och familjen rundbladloppor. Inga underarter finns listade i Catalogue of Life.